# Crocus caspius
Crocus caspius là một loài thực vật có hoa trong họ Diên vĩ. Loài này được Fisch. & C.A.Mey. ex Hohen. miêu tả khoa học đầu tiên năm 1838.